# Hoynat
Hoynat (tur. Hoynat Adası) je turski otočić u Crnom moru .
Administrativno je dio okruga Perşembe, u pokrajini Ordu. Otočića je od kopna udaljen manje od 100 metara. Ukupna površina otočića je oko 700 m2.
U povijesti je nenaseljeni otočić bio mornarsko skrovište i skladište. Sada je otok poznat kao glavno područje razmnožavanja morskih vranaca u Turskoj.

## Vanjske poveznice
|  | Zajednički poslužitelj ima još gradiva o temi Hoynat |